# Siriki
Siriki, né Frédéric Soré le 29 avril 1972, est un acteur burkinabé. et plus connus dans la série e Royaume d’Abou puis Les Bobodioufs.

## Biographie
Frédéric Soré ("Siriki") est né le 29 avril 1972 au Burkina Faso est un acteur et comédien burkinabè, révélé par la série humoristique Le Royaume d’Abou puis Les Bobodioufs. Il incarne le rôle de Siriki de cette série, le cousin simplet de Souké.

## Ses œuvres

### Films
- 2006 : L'or des Younga (ht)
- Kolo et Solo
- 2007 : Mogo-Puissant (ht)
- 2007 : Code Phénix (ht)
- 2010 : Omar et Charly (ht)
- Le code de la femme
- Un mariage à trois visages
- Cela ou rien [3]
- 2004 : Sofia

### Séries télévisées
- 1998-1999 : Au royaume d'Abou (ht)
- 2004-2005 : Les Bobodiouf II
- 2005 : Quand les éléphants se battent... (ht)
- 2006 : Série noire à Koulbi (ht) ː Gerisè
- 2006-2008 : Allô Police
- 2009 : Bobollywood (ht)
- 2009 : Le secret de Goama (ht)

## Distinctions
En 2019, il est élevé au rang d’Officier de l’ordre du mérite à l’occasion du cinquantenaire du Festival panafricain du cinéma et de la  télévision de Ouagadougou (FESPACO 2019).

## Référence
1. ↑  « Souké et Siriki des Bobodioufs, amis dans la vraie vie », sur BBC News Afrique, 1er mai 2019 (consulté le 8 août 2025)
2. ↑  « Personnes | Africultures : Soré Frédéric "Sidiki" », sur Africultures (consulté le 26 juillet 2025)
3. ↑  « Burkina Faso : le comédien Souké prépare un film », agenceecofin.com, 8 mai 2014 (consulté le 14 novembre 2018).
4. ↑  Revelyn, « Cinéma : Souké et Siriki décorés », sur Burkina24.com - Actualité du Burkina Faso 24h/24, 28 février 2019 (consulté le 26 juillet 2025)

### Articlesconnexes
Cinéma burkinabé